# Guangzhou Football Club
Guangzhou Football Club (chinês simplificado: 广州足球俱乐部; chinês tradicional: 廣州足球俱樂部; pinyin: Guǎngzhōu Zúqiú Jùlèbù), anteriormente Guangzhou Evergrande (chinês simplificado: 广州恒大; chinês tradicional: 廣州恆大; pinyin: Guǎngzhōu Héngdà), foi um clube de futebol profissional chinês com sede em Guangzhou, Guangdong. Historicamente, o Guangzhou FC disputou suas partidas em casa em vários estádios da cidade natal, sendo mais notável o Estádio Tianhe e, mais recentemente, o Estádio Huadu. Os principais acionistas do clube são o agora falido Grupo Imobiliário Evergrande (56,71%) e o grupo de comércio eletrônico Alibaba (37,81%), enquanto o restante das ações é negociado no sistema OTC chinês.
O clube foi fundado em 1954 e conquistou vários títulos da segunda divisão antes de se tornar profissional em 1993. Seus resultados melhoraram, levando o time a alcançar a segunda posição na primeira divisão da China. Incapaz de melhorar esses resultados, o clube passou por um período de estagnação e declínio antes de experimentar uma breve recuperação, quando venceu a segunda divisão em 2007. Em 2009, o clube se envolveu em um escândalo de manipulação de resultados e foi rebaixado. Em 2010, o Grupo Imobiliário Evergrande decidiu adquirir o clube e injetou significativos recursos financeiros no time. Imediatamente, o clube conquistou o acesso à primeira divisão e obteve seu primeiro título da primeira divisão na temporada de 2011. O Guangzhou é o clube chinês mais bem-sucedido em competições continentais, tendo vencido a Liga dos Campeões da AFC duas vezes, em 2013 e 2015, e participado da Copa do Mundo de Clubes da FIFA em ambos os anos. Entre 2011 e 2017, o Guangzhou venceu sete títulos consecutivos da Superliga Chinesa, e, após conquistar mais um título em 2019, o clube foi rebaixado após a temporada de 2022, devido a dificuldades financeiras.
De acordo com um relatório da Forbes de 2016, o time foi avaliado em US$ 282 milhões, o maior valor entre todos os clubes de futebol chineses, com um prejuízo operacional superior a US$ 200 milhões em 2015.

## História

### Início
Em junho de 1954, o órgão esportivo local de Guangzhou fundou o Guangzhou Football Team para participar da recém-formada liga nacional de futebol da China. O time estreou na temporada de 1955 e nomeou Luo Dizhi como seu primeiro treinador. Ele os guiou até a oitava colocação na primeira campanha. A liga cresceu e passou a contar com uma segunda divisão, e o desempenho do time na temporada de estreia os rebaixou para a segunda divisão. O Guangzhou conquistou o título da divisão, mas a Associação Chinesa de Futebol decidiu reestruturar a liga no início da temporada de 1957 e o Guangzhou foi impedido de ser promovido. Apesar disso, Luo Rongman guiou a equipe à conquista do título da segunda divisão de 1958; no entanto, o clube não conseguiu a promoção, pois entrou em processo de falência. O time só foi reestabelecido em abril de 1961, quando foi permitido que participasse da primeira divisão. No entanto, o Guangzhou teve dificuldades e foi novamente rebaixado ao fim da temporada de 1963. Eles permaneceram na segunda divisão até 1966, quando a Revolução Cultural interrompeu o futebol na China.[carece de fontes?]

### Promoções consecutivas e acordo de patrocínio
Quando a liga de futebol chinesa foi reiniciada, o Guangzhou tomou a medida incomum de se abster de participar da competição e, em vez disso, em 26 de outubro de 1977, trouxe Luo Rongman para treinar sua equipe juvenil. O time disputou a Liga Nacional de Jovens até 1980, quando foi decidido que estavam prontos para jogar na pirâmide da liga profissional. O time começou na terceira divisão, e o desenvolvimento da base resultou rapidamente na ascensão de jogadores como Mai Chao, Zhao Dayu e, mais tarde, Wu Qunli, que se tornaram jogadores internacionais. O Guangzhou conquistou promoções sucessivas até alcançar a primeira divisão. No final da temporada de 1982, o clube foi rebaixado novamente, mas retornou à primeira divisão ao fim da temporada de 1984, através da Copa da China. O Guangzhou também se tornou o primeiro clube chinês a obter patrocínio quando a Farmacêutica Guangzhou Baiyunshan assinou um contrato anual de US$ 200.000 com o clube.

### Profissionalização total e escândalo de manipulação de resultados
Durante a década de 1990, a Associação Chinesa de Futebol passou a exigir mais profissionalismo dos clubes. O Guangzhou foi um dos primeiros clubes a se tornar totalmente profissional após o Grupo Apollo assumir o clube em 8 de janeiro de 1993. O investimento ajudou o treinador Zhou Sui'an a formar um elenco competitivo. Hu Zhijun conquistou o prêmio de artilheiro do campeonato. O Guangzhou alcançou a segunda colocação na temporada de 1994. Na temporada seguinte, Zhou Sui'an deixou o time após levar o clube a duas posições de vice-campeão na liga e uma segunda colocação na Copa da China de 1991 contra o Shanghai Shenhua. Após sua saída, o clube não conseguiu repetir os mesmos resultados. Quando os jogadores Peng Weiguo e Hu Zhijun deixaram o clube, o time entrou em queda livre e foi rebaixado ao fim da temporada de 1998.[carece de fontes?] Devido ao desempenho do time, uma investigação foi realizada e descobriu-se que Wen Junwu e outros três jogadores estavam envolvidos em um esquema de manipulação de resultados com grupos de apostas, sendo imediatamente expulsos do clube. Em 2001, o Secretaria do Esporte de Guangzhou assumiu novamente o clube. Com investimentos significativos do Zhejiang Geely Holding Group Co., Ltd, esperava-se que o clube lutasse pela promoção. A divisão foi abalada por um escândalo de manipulação de resultados envolvendo os clubes Changchun Yatai, Chengdu Wuniu, Jiangsu Sainty e Zhejiang Greentown. O novo patrocinador do Guangzhou, Geely, retirou imediatamente seu apoio ao time para se distanciar da má publicidade. O clube passou por um período difícil até que o Sunray Cave Group assumiu o clube em 2004 e começou a investir na tentativa de alcançar a promoção. Quando o grupo Guangzhou Pharmaceuticals assumiu o clube em 2006, eles conseguiram concretizar o sonho de promoção. O clube venceu a segunda divisão de 2007 e garantiu sua vaga na Superliga Chinesa.
Em fevereiro de 2010, o Guangzhou foi rebaixado de volta para a China League One após um escândalo de manipulação de resultados, apesar de ter alcançado o nono lugar na temporada de 2009. O jogo em questão foi o contra o Shanxi Wosen Luhu, em 19 de agosto de 2006, no qual o Guangzhou venceu por 5–1. A polícia descobriu que o gerente geral do Guangzhou, Yang Xu, pagou ¥200.000 ao gerente adversário para garantir a vitória em casa, e que os vice-presidentes do Guangzhou, Wu Xiaodong e Xie Bin, sabiam disso. Com os participantes do escândalo sendo presos por fraude, o clube foi colocado à venda. Em 28 de fevereiro de 2010, o Grupo Imobiliário Evergrande adquiriu o clube por ¥100 milhões. Xu Jiayin, presidente da Evergrande, afirmou que injetaria mais recursos no mercado de transferências. Sua primeira ação foi contratar o atacante da seleção chinesa, Gao Lin, do Shanghai Shenhua, por ¥6 milhões. Em seguida, ele substituiu o treinador Peng Weiguo pelo ex-treinador do Beijing Guoan, Lee Jang-soo. Na janela de transferências do verão de 2010, o clube contratou Sun Xiang, o primeiro jogador chinês a disputar a Liga dos Campeões da UEFA pelo PSV Eindhoven, e o capitão da seleção chinesa, Zheng Zhi, em 28 de junho de 2010. Em 30 de junho de 2010, o Guangzhou anunciou a contratação de Muriqui por um contrato de quatro anos, vindo do Atlético Mineiro, com um recorde nacional de ¥23 milhões. Em 30 de outubro de 2010, o Guangzhou se sagrou campeão da China League One pela segunda vez e retornou à Superliga Chinesa após vencer o Hunan Billows por 3–1.

### Dominação doméstica e sucesso internacional
Na temporada de 2011, o Guangzhou Evergrande reforçou ainda mais sua equipe com as contratações do argentino Dario Conca e do brasileiro Cléo. Embora o time tenha sido promovido à Superliga no primeiro ano, conquistou o título da liga no final de setembro de 2011, mesmo com quatro jogos ainda por disputar. Em março de 2012, o Guangzhou venceu sua primeira partida na Liga dos Campeões da AFC, derrotando os campeões sul-coreanos do Jeonbuk Hyundai Motors por 5–1. Além disso, o paraguaio Lucas Barrios deixou o Borussia Dortmund, campeão alemão, no verão de 2012 para se juntar ao Guangzhou Evergrande. Marcello Lippi substituiu Lee Jang-soo como treinador e trouxe o defensor sul-coreano Kim Young-gwon e o meio-campista chinês Huang Bowen. O Guangzhou foi eliminado da Liga dos Campeões da AFC de 2012 nas quartas de final, perdendo para o Al-Ittihad por 5–4 no agregado. Durante a temporada de 2012, o Guangzhou conquistou o título da liga pela segunda vez consecutiva, tornando-se o primeiro time na China a conquistar o título da Superliga duas vezes seguidas, além de vencer a Copa da China e conquistar o título duplo em 2012.
Na temporada de 2013, o Guangzhou reforçou sua equipe com as contratações do goleiro chinês Zeng Cheng[carece de fontes?] e do brasileiro Elkeson. Isso foi vantajoso para o Guangzhou, que se tornou o primeiro time chinês a conquistar o título da Superliga três vezes consecutivas. O clube também venceu a Liga dos Campeões da AFC de 2013 ao derrotar o Seoul na final pela regra do gol fora de casa, após empatar por 2–2 no primeiro jogo em Seul e 1–1 no segundo jogo em Guangzhou, tornando-se o primeiro time chinês a vencer o torneio desde 1990. Ao vencer a Liga dos Campeões da AFC, o Guangzhou garantiu uma vaga na Copa do Mundo de Clubes da FIFA de 2013, avançando até as quartas de final, onde derrotou os campeões africanos do Al-Ahly por 2–0. Nas semifinais, foi derrotado pelos campeões europeus, Bayern de Munique, por 3–0. Na disputa pelo terceiro lugar, o clube perdeu para os campeões sul-americanos do Atlético Mineiro por 3–2 e terminou em quarto lugar. Guangzhou conquistou seus quarto e quinto títulos consecutivos da Superliga Chinesa em 2014 e 2015, respectivamente. Em 21 de novembro de 2015, o clube venceu seu segundo título continental, derrotando o Al-Ahli por 1–0 no agregado na final da Liga dos Campeões da AFC de 2015. Na Copa do Mundo de Clubes da FIFA de 2015, o Guangzhou venceu o América do México por 2–1 nas quartas de final antes de perder para o Barcelona por 3–0 nas semifinais. O Guangzhou também perdeu a disputa pelo terceiro lugar para o Sanfrecce Hiroshima por 2–1, terminando na mesma posição que na edição de 2013. Até 2020, o Guangzhou havia conquistado um total de oito títulos da Superliga Chinesa, incluindo sete títulos consecutivos de 2011 a 2017.

### Escola de futebol
Em 2012, o clube inaugurou a maior escola de futebol do mundo, com o objetivo de formar novos jogadores e fortalecer o futebol chinês de base. A escola foi construída em tempo recorde, com um investimento de aproximadamente € 165 milhões, e se tornou o centro de treinamento do clube.
O complexo, situado em Qingyuan, ao norte de Guangzhou, não serve apenas como um centro de treinamento, mas também como um internato para cerca de 2.800 meninos e 200 meninas de diferentes regiões da China. Esses jovens têm a oportunidade de treinar, estudar e morar no local.

### Problemas financeiros e rebaixamento
Antes da temporada de 2021, o time foi renomeado para Guangzhou FC devido ao pedido da Associação Chinesa de Futebol por nomes "neutros" que omitiriam referências aos investidores e empresas que possuem o clube. No mesmo ano, a crise financeira da China e os problemas do Grupo Evergrande causaram o colapso financeiro do clube. Após a perda de vários jogadores-chave, o time foi rebaixado da Superliga Chinesa em 2022, encerrando sua permanência de doze temporadas na primeira divisão.

### Expulsão do Campeonato Chinês e Extinção
Em 6 de janeiro de 2025, o Guangzhou FC anunciou sua expulsão do Superliga Chinesa devido a uma crise financeira insustentável. A decisão foi tomada após o clube não conseguir obter a licença necessária da liga, além de não saldar suas dívidas acumuladas ao longo dos anos, apesar de várias tentativas de arrecadação feitas pela diretoria e com a colaboração dos torcedores.

#### O Futuro do Futebol Chinês
A queda do Guangzhou levanta sérias questões sobre o futuro do futebol na China. O evento reflete as dificuldades de clubes em todo o país, especialmente aqueles que dependem de grandes investimentos privados e de patrocínios de grandes corporações. A crise financeira de clubes como o Guangzhou pode desencadear uma onda de reestruturação em outros times da Superliga Chinesa, o que coloca em risco o crescimento do futebol na região.

## Contratações expressivas
A primeira contratação expressiva do time foi o brasileiro Muriqui, quando o clube ainda era da segunda divisão. O mesmo Muriqui liderou a campanha do time na "Série B", da qual o clube se sagrou campeão em 2010. Em 2011, o clube atraiu atenção ao contratar o argentino Darío Conca do Fluminense, dando a ele o terceiro maior salário do mundo à época. Contratou também o paraguaio Lucas Barrios, o brasileiro naturalizado sérvio Cléo, o brasileiro Elkeson e o também brasileiro Paulinho.
O principal patrocinador do time chinês, a Evergrande afirmou que o time iria se tornar o "Chelsea Asiático". Vendo o rival Shanghaï Shenhua trazer os atacantes Drogba e Anelka, o Guangzhou quis responder à altura e tentou contratar o brasileiro Kaká. Porém, a negociação não se concretizou e Kaká voltou para o Milan.
Nesta mesma época, o clube contratou o técnico Marcelo Lippi, campeão mundial em 2006 com a Itália e foi campeão da Superliga Chinesa nos anos de 2011, 2012 e 2013. Em 2015, o clube passou a ser dirigido pelo capitão da Itália na conquista da Copa do Mundo de 2006 e melhor jogador do mundo no mesmo ano Fabio Cannavaro.
Seis meses depois, o clube foi atrás de Luiz Felipe Scolari para o comando técnico. Após conquistar a Superliga Chinesa de 2015, 2016 e 2017, além da Liga dos Campeões da AFC de 2015 e da Copa da China em 2016, o técnico brasileiro deixou a sua marca no clube. Em novembro de 2017, Fabio Cannavaro retornou ao clube para substituir Luiz Felipe Scolari.
Outros grandes jogadores que passaram pelo Guangzhou incluem o colombiano Jackson Martínez, do Atlético de Madrid; os brasileiros Ricardo Goulart, do Cruzeiro, Robinho, do Milan, Anderson Talisca, do Benfica, e Alan, do Red Bull Salzburg; e os italianos Alessandro Diamanti, do Bologna, e Alberto Gilardino, do Genoa.

## Time feminino
Em 2019, a Associação Chinesa de Futebol exigiu que cada clube da Superliga Chinesa criasse sua própria equipe de futebol feminino. O Guangzhou, então, estabeleceu uma equipe feminina, que passaria a disputar a 3ª divisão do futebol feminino na China.

## Estádios
Antes de iniciar a temporada de 2023 da China League One, o Guangzhou mudou-se para o Estádio Yuexiushan, antigo estádio do Guangzhou City. Anteriormente, eles disputavam suas partidas em casa no Estádio Tianhe, com capacidade para 54.856 espectadores. Em abril de 2020, as obras de construção do novo estádio, o Guangzhou Football Park, com capacidade para 100.000 espectadores, começaram. A conclusão estava prevista para dezembro de 2022, a tempo de sediar a cerimônia de abertura da Copa da Ásia de 2023. No entanto, devido à crise do setor imobiliário chinês, causada pelo Grupo Evergrande, o projeto foi cancelado em meados de 2022. Em 29 de fevereiro de 2024, o Guangzhou anunciou sua mudança para o Estádio Huadu.

## Rivalidades
Quando o profissionalismo foi estabelecido nas ligas de futebol chinesas em 1994, isso permitiu que mais de um time jogasse em cada região. Isso resultou na criação do Guangzhou Matsunichi, que anteriormente era a academia juvenil do Guangzhou antes de ser vendida para a Matsunichi Digital Holdings Limited. As equipes compartilhavam o Estádio Yuexiushan. No primeiro confronto, na primeira rodada da Copa da China de 1995, o Matsunichi venceu o Guangzhou FC por 4–3 no agregado.[carece de fontes?] Por um breve período durante a temporada de 1998, ambos os times estavam na primeira divisão, com o Matsunichi terminando à frente do Guangzhou; no entanto, a rivalidade atingiria seu auge e término durante a temporada de 2000, quando ambos os clubes estavam na segunda divisão lutando contra o rebaixamento. Em 15 de julho de 2000, o Guangzhou venceu por 3–1 o Matsunichi , o que contribuiu para o rebaixamento do Matsunichi, que se desfez ao final da temporada.
Quando o Guangzhou R&F se mudou para a cidade de Guangzhou, um derby local, frequentemente referido como o Canton Derby, nasceu. O primeiro Canton Derby aconteceu no Estádio Yuexiushan em 16 de março de 2012, quando o Guangzhou Evergrande perdeu por 2–0 para o Guangzhou R&F. As relações entre os proprietários dos dois clubes permanecem cordiais fora de campo e os proprietários Xu Jiayin e Zhang Li foram vistos jantando juntos em vez de assistir ao segundo derby de 2012, que também foi vencido pelo Guangzhou R&F.

## Recordes
O jogador que mais vestiu a camisa dos Tigres do Sul da China foi o atacante chinês Gao Lin com 345 jogos, tendo jogado no clube entre 2010 e 2019. O maior artilheiro da história do clube é o atacante brasileiro Ricardo Goulart, que tendo jogado de 2015 a 2021 no clube, marcou 110 gols. Os brasileiros, aliás, dominam a lista de maiores artilheiros do Guangzhou: 6 dos 10 primeiros são brasileiros, sendo eles Ricardo Goulart (1º, com 110), Elkeson (2º, com 104), Paulinho (4º, com 75), Muriqui (5º, com 67), Alan (6º, com 61) e Anderson Talisca (8º, com 39).[carece de fontes?]
A maior goleada da história do clube foi uma vitória por 10–0 contra o Nanjing Yoyo, na China League One, no dia 21 de julho de 2010. Já a maior derrota ocorreu no dia 18 de abril de 2022, pela Liga dos Campeões da AFC, quando perderam para o Kawasaki Frontale, da J1 League, pelo placar de 8–0.[carece de fontes?]
O maior público já registrado em um jogo Guangzhou foi contra o Jiangsu Sainty, pela Superliga Chinesa, fora de casa, no dia 20 de outubro de 2012: 65.769 acompanharam o empate em 1–1 pela 28ª rodada do campeonato chinês. O maior público como mandante aconteceu na temporada seguinte, no clássico contra o Guangzhou R&F: 56.300 espectadores presenciaram a vitória por 1–0 dos mandantes no Canton Derby no Estádio Tianhe.[carece de fontes?]

## Elenco Atual
Última atualização: 8 de janeiro de 2025.[carece de fontes?]
- Capitão:
- Lesão:

## Títulos
| Continentais | Continentais             | Continentais | Continentais                                    |
|              | Competição               | Títulos      | Temporadas                                      |
| ------------ | ------------------------ | ------------ | ----------------------------------------------- |
|              | Liga dos Campeões da AFC | 2            | 2013 e 2015                                     |
| Nacionais    |                          |              |                                                 |
|              | Competição               | Títulos      | Temporadas                                      |
| China        | Super Liga Chinesa       | 8            | 2011, 2012, 2013, 2014, 2015, 2016, 2017 e 2019 |
| China        | Copa da China            | 2            | 2012 e 2016                                     |
| China        | Supercopa da China       | 4            | 2012, 2016, 2017 e 2018                         |
| China        | China League One         | 2            | 2007 e 2010                                     |
| China        | Liga Jia-B               | 3            | 1956, 1958 e 1981                               |

## Uniformes

### 1º Uniforme
| 2020 | 2019 | 2018 | 2017 | 2016 | 2015 | 2014 | 2013 |

### 2º Uniforme
| 2020 | 2019 | 2018 | 2017 | 2016 | 2015 | 2014 | 2013 |